# Kumitat Amministrattiv
Un comité de gestion ou comité administratif (en maltais : Kumitat Amministrattiv) est un organisme administratif maltais chargé de la gestion d'une communauté d'habitation suffisamment importante à l'intérieur d'un conseil local. Les comités administratifs ont été créés en 1999 par un amendement de la loi 363 de 1993 sur les conseils locaux.

## Liste des comités administratifs
Il existe 18 comités dans 16 conseils locaux, 15 sur l'île de Malte et 3 sur celle de Gozo. La liste des comités est présentée dans l'ordre de classement de la loi.
| Communauté      | Comité (nom en maltais)                                                                            |
| --------------- | -------------------------------------------------------------------------------------------------- |
| Fleur-de-Lys    | Kumitat Amministrattiv ta' Fleur-de-Lys du Kunsill Lokali ta' Birkirkara                           |
| Santa Luċija    | Kumitat Amministrattiv ta' Santa Luċija du Kunsill Lokali Ta' Kerċem                               |
| Gwardamanġa     | Kumitat Amministrattiv ta' Gwardamanġa du Kunsill Lokali tal-Pietà                                 |
| Paceville       | Kumitat Amministrattiv ta' Paceville du Kunsill Lokali ta' San Ġiljan                              |
| Il-Kappara      | Kumitat Amministrattiv tal-Kappara du Kunsill Lokali ta' San Ġwann                                 |
| Il-Madliena     | Kumitat Amministrattiv tal-Madliena du Kunsill Lokali tas-Swieqi                                   |
| Marsalforn      | Kumitat Amministrattiv ta' Marsalforn du Kunsill Lokali taż-Żebbuġ                                 |
| Bubagra         | Kumitat Amministrattiv ta' Bubaqra du Kunsill Lokali taż-Żurrieq                                   |
| Ix-Xlendi       | Kumitat Amministrattiv tax-Xlendi du Kunsill Lokali tal-Munxar                                     |
| Tal-Virtù       | Kumitat Amministrattiv Tal-Virtù du Kunsill Lokali tar-Rabat                                       |
| Ħal Farruġ      | Kumitat Amministrattiv ta' Ħal Farruġ du Kunsill Lokali ta' Ħal Luqa                               |
| St Peter's      | Kumitat Amministrattiv ta' St Peter's du Kunsill Lokali ta' Ħaż-Żabbar                             |
| Is-Swatar       | Kumitat Amministrattiv tas-Swatar du Kunsill Lokali ta' Birkirkara et du Kunsill Lokali tal-Imsida |
| Burmarrad       | Kumitat Amministrattiv ta' Burmarrad du Kunsill Lokali ta' San Pawl il-Baħar                       |
| Baħrija         | Kumitat Amministrattiv tal-Baħrija du Kunsill Lokali tar-Rabat                                     |
| Baħar iċ-Ċagħaq | Kumitat Amministrattiv ta' Baħar iċ-Ċagħaq du Kunsill Lokali tan-Naxxar                            |